# شلالات فيكتوريا (زيمبابوي)
شلالات فيكتوريا هي مدينة، في زيمبابوي، تتبع Hwange District ‏، بلغ عدد سكانها 33,060 نسمة.